# Lucan River
Der Lucan River ist ein Fluss im Südwesten des australischen Bundesstaates Tasmanien. 

## Geografie
Der fast sieben Kilometer lange Lucan River entspringt an den Westhängen der Collingwood Range, die am Nordrand des Franklin-Gordon-Wild-Rivers-Nationalparks liegt. Von dort fließt er nach Süden entlang des Gebirges und mündet etwa anderthalb Kilometer westlich des Junction Peak in den Franklin River.